# 오언 데이비슨

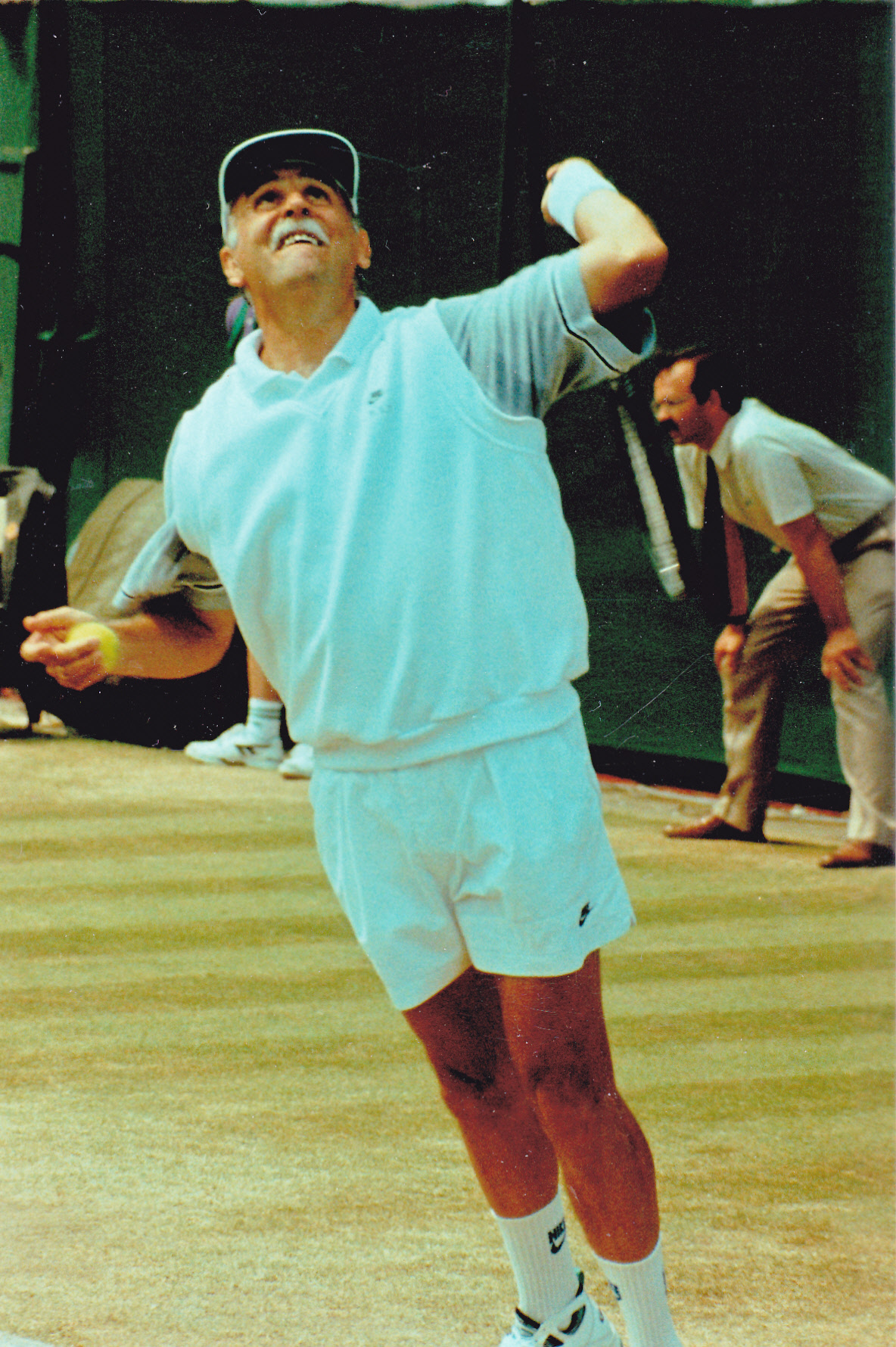
1988년 모습

오언 데이비슨(본명: 오언 키어 데이비슨, Owen Keir Davidson, 1943년 10월 4일 – 2023년 5월 12일)은 1960년대와 1970년대 호주의 프로 테니스 선수였다.
빌리 진 킹과 함께 데이비슨은 8개의 그랜드 슬램 혼합 복식 타이틀을 획득했다. 1967년에 그는 호주 선수권 대회(레슬리 터너 보레이와 함께)와 프랑스 선수권 대회, 윔블던 및 미국 선수권 대회(킹과 함께)에서 우승하면서 혼합 복식 역년 슬램을 달성했다.
데이비슨은 1968년 4월 본머스에서 열린 브리티시 하드 코트 챔피언십 1라운드에서 존 클리프턴을 꺾고 테니스 오픈 시대에 경기에서 승리한 최초의 선수가 되었다.
그의 최고 그랜드 슬램 싱글 성적은 1966년 윔블던에서 준결승에 진출했을 때였다(최고 시드 로이 에머슨을 꺾고 마누엘 산타나에게 패함). 또한 각각 존 뉴컴 및 켄 로즈월과 협력하여 1972년 오스트레일리안 오픈과 1973년 US 오픈 남자 복식 챔피언이기도 했다. 그는 2010년 로드아일랜드 주 뉴포트의 국제 테니스 명예의 전당에 헌액되었다. 2011년 1월 26일(호주의 날) 멜버른의 로드 레이버 아레나에서 호주 테니스 명예의 전당에 헌액되었다.
데이비슨은 2023년 5월 12일 텍사스주 콘로 (텍사스주)에서 79세의 나이로 사망했다.